# سامسونگ اس‌جی‌اچ-پی۳۱۰
سامسونگ اس‌جی‌اچ-پی۳۱۰ یک‌نمونه از گوشی‌های تلفن همراه سری P شرکت سامسونگ می‌باشد که توسط همین شرکت به بازار عرضه شده‌است.